# Lâm Văn Đoan
Lâm Văn Đoan (sinh ngày 30 tháng 1 năm 1976) là chính trị gia nước Cộng hòa xã hội chủ nghĩa Việt Nam. Ông hiện là Trưởng Đoàn Đại biểu Quốc hội khóa XV tỉnh Lâm Đồng. 
Ông từng là Phó Chủ nhiệm Ủy ban Xã hội của Quốc hội, người phụ tá của chính trị gia Trương Thị Mai, giữ chức thư ký, trợ lý của bà ở khi bà là Chủ nhiệm Ủy ban Các vấn đề Xã hội của Quốc hội, Trưởng Ban Dân vận Trung ương và Trưởng Ban Tổ chức Trung ương.
Lâm Văn Đoan là đảng viên Đảng Cộng sản Việt Nam, học vị Cử nhân Luật, Thạc sĩ Xã hội học, Cao cấp lý luận chính trị – hành chính. Ông có sự nghiệp đa phần công tác ở các cơ quan ở Quốc hội, Trung ương Đảng.

## Xuất thân và giáo dục
Lâm Văn Đoan sinh ngày 30 tháng 1 năm 1976 tại xã Ninh Hiệp, huyện Gia Lâm, thủ đô Hà Nội. Ông lớn lên và tốt nghiệp 12/12 ở Gia Lâm, theo học Học viện Hành chính Quốc gia từ năm 1994 và tốt nghiệp cử nhân luật năm 1998. Ông học cao học sau đó và có bằng Thạc sĩ Xã hội học. Ông được kết nạp Đảng Cộng sản Việt Nam vào ngày 26 tháng 1 năm 2011, là đảng viên chính thức sau đó 1 năm, từng tham gia khóa học chính trị và có trình độ Cao cấp lý luận chính trị – hành chính tại Học viện Chính trị Quốc gia Hồ Chí Minh. Hiện ông cư trú tại phố Phùng Chí Kiên, phường Nghĩa Đô, quận Cầu Giấy, Hà Nội.

## Sự nghiệp
Năm 2001, sau khi hoàn thành quá trình học tập, Lâm Văn Đoan được tuyển vào Học viện Hành chính Quốc gia, bắt đầu làm giảng viên Khoa Quản lý Nhà nước về Xã hội. Sau 5 năm giảng dạy ở đây, đến tháng 6 năm 2006, ông được điều lên Văn phòng Quốc hội làm chuyên viên của Vụ Các vấn đề xã hội. Vào tháng 3 năm 2012, sau khi là đảng viên chính thức, ông được bổ nhiệm hàm Phó Vụ trưởng Vụ Các vấn đề xã hội, và là Thư ký Chủ nhiệm Ủy ban về các vấn đề xã hội của Quốc hội Trương Thị Mai. Sau đó 2 năm, từ tháng 10 năm 2014, ông là Phó Vụ trưởng Vụ Các vấn đề xã hội, không còn là thư kỳ từ đầu năm 2015. Vào tháng 6 năm 2016, ông được điều chuyển làm Thư ký Ủy viên Bộ Chính trị, Bí thư Trung ương Đảng, Trưởng Ban Dân vận Trung ương Đảng Trương Thị Mai khi bà kết thúc nhiệm kỳ ở Ủy ban Các vấn đề xã hội của Quốc hội và được bầu vào Bộ Chính trị từ Trung ương Đảng khóa XII. Một năm sau, ông được thăng chức làm Vụ trưởng từ tháng 5 năm 2017, tiếp tục là Thư ký của Trương Thị Mai.
Tháng 8 năm 2017, Lâm Văn Đoan được điều sang Ban Dân vận Trung ương Đảng Cộng sản Việt Nam, giữ chức Phó Bí thư Chi bộ Văn phòng 2, Ban Dân vận Trung ương. Vao tháng 7 năm 2020, ông được bầu làm Ủy viên Ban Chấp hành Đảng bộ Cơ quan Ban Dân vận Trung ương nhiệm kỳ 2020–2025, sau đó 1 tháng thì được bổ nhiệm là Trợ lý Trưởng Ban Dân vận Trung ương Trương Thị Mai. Ngày 12 tháng 4 năm 2021, ông được chuyển công tác đến Ban Tổ chức Trung ương và tiếp tục là Trợ lý của Trương Thị Mai khi bà giữ chức Trưởng Ban Tổ chức Trung ương.
Đầu năm 2021, ông ứng cử Đại biểu Quốc hội ở đơn vị bầu cử số 2 của tỉnh Lâm Đồng gồm huyện Lâm Hà, Đam Rông, Di Linh, trúng cử là Đại biểu Quốc hội khóa XV với tỷ lệ 77,48%. Tại Quốc hội khóa XV, ông được bổ nhiệm làm Phó Chủ nhiệm Ủy ban Xã hội của Quốc hội – là Ủy ban Các vấn đề xã hội mà ông từng công tác đã được đổi tên.